# Prêmio Goya de melhor ator coadjuvante
O Prêmio Goya para Melhor Ator Coadjuvante (Espanhol: Premio Goya a la mejor interpretación masculina de reparto) é um dos Prêmios Goya. É entregue desde a primeira edição, realizada em 1987, sendo Miguel Rellán o primeiro a recebê-lo. O ator que recebeu mais Prêmios Goya nesta categoria foi Emilio Gutiérrez Caba, que conta com duas premiações.

## Vencedores e indicados

### Década de 1980
| Ano  | Vencedora e indicadas | Filme                                    | Personagem       |
| ---- | --------------------- | ---------------------------------------- | ---------------- |
| 1987 | Miguel Rellán         | Tata mía                                 | Alberto          |
| 1987 | Agustín González      | Mambrú se fue a la guerra                | Hilario          |
| 1987 | Antonio Banderas      | Matador                                  | Ángel            |
| 1988 | Juan Echanove         | Divinas palabras                         | Miguelín         |
| 1988 | Pedro Ruiz            | Moros y cristianos                       | Pepe             |
| 1988 | Agustín González      | Moros y cristianos                       | Agustín          |
| 1989 | José Sazatornil       | Espérame en el cielo                     | Alberto Sinsoles |
| 1989 | Jorge Sanz            | El Lute II: mañana seré libre            | El Toto          |
| 1989 | Guillermo Montesinos  | Mujeres al borde de un ataque de nervios | Taxista          |
| 1989 | José Luis Gómez       | Remando al viento                        | John Polidori    |
| 1989 | Ángel de Andrés López | Baton Rouge                              | Policial         |

### Década de 1990
| Ano  | Vencedora e indicadas   | Filme                              | Personagem              |
| ---- | ----------------------- | ---------------------------------- | ----------------------- |
| 1990 | Adolfo Marsillach       | Esquilache                         | Carlos III              |
| 1990 | Juan Echanove           | El vuelo de la paloma              | Juancho                 |
| 1990 | Juan Luis Galiardo      | El vuelo de la paloma              | Luis Doncel             |
| 1990 | Manuel Huete            | El vuelo de la paloma              | Ciri                    |
| 1990 | Fernando Guillén        | La noche oscura                    | Vailer                  |
| 1990 | Enrique San Francisco   | El baile del pato                  | Roberto                 |
| 1991 | Gabino Diego            | ¡Ay, Carmela!                      | Gustavete               |
| 1991 | Juan Echanove           | A solas contigo                    | Álvaro                  |
| 1991 | Francisco Rabal         | Ata-me!                            | Máximo Espejo           |
| 1992 | Juan Diego              | El rey pasmado                     | Villaescusa             |
| 1992 | Javier Gurruchaga       | El rey pasmado                     | Conde-Duque de Olivares |
| 1992 | José Luis Gómez         | Beltenebros                        | Ugarte/Valdivia         |
| 1993 | Fernando Fernán Gómez   | Belle Époque                       | Manolo                  |
| 1993 | Enrique San Francisco   | Orquesta Club Virginia             | Curt                    |
| 1993 | Gabino Diego            | Belle Époque                       | Juanito                 |
| 1994 | Tito Valverde           | Sombras en una batalla             | Darío                   |
| 1994 | Javier Gurruchaga       | Tirano Banderas                    | Barón de Benicarles     |
| 1994 | Juan Echanove           | Mi hermano del alma                | Sebastián               |
| 1995 | Javier Bardem           | Días contados                      | Lisardo                 |
| 1995 | Agustín González        | Los peores años de nuestra vida    | Pai                     |
| 1995 | Óscar Ladoire           | Alegre ma non troppo               | Pablo Padre             |
| 1996 | Luis Ciges              | Así en el cielo como en la tierra  | Matacanes               |
| 1996 | Fernando Guillén Cuervo | Boca a boca                        | Raúl                    |
| 1996 | Federico Luppi          | La ley de la frontera              | El Argentino            |
| 1997 | Luis Cuenca             | La buena vida                      | Abuelo                  |
| 1997 | Jordi Mollà             | La Celestina                       | Pármeno                 |
| 1997 | Nancho Novo             | La Celestina                       | Sempronio               |
| 1998 | Pepe Sancho             | Carne trémula                      | Sancho                  |
| 1998 | Antonio Valero          | El color de las nubes              | Valerio                 |
| 1998 | Juan Jesús Valverde     | Las ratas                          | Justo                   |
| 1999 | Tony Leblanc            | Torrente, el brazo tonto de la ley | Felipe Torrente         |
| 1999 | Agustín González        | El abuelo                          | Senén Corchado          |
| 1999 | Francisco Algora        | Barrio                             | Ángel                   |
| 1999 | Jorge Sanz              | La niña de tus ojos                | Julián Torralba         |

### Década de 2000
| Ano  | Vencedora e indicadas | Filme                                     | Personagem           |
| ---- | --------------------- | ----------------------------------------- | -------------------- |
| 2000 | Juan Diego            | París Tombuctú                            | Boronat              |
| 2000 | Álex Angulo           | Muertos de risa                           | Julián               |
| 2000 | José Coronado         | Goya en Burdeos                           | Goya jovem           |
| 2000 | Mario Gas             | Amigo/Amado                               | Pere                 |
| 2001 | Emilio Gutiérrez Caba | La comunidad                              | Emilio               |
| 2001 | Luis Cuenca           | Obra maestra                              | Damián               |
| 2001 | Juan Diego            | You're the One (una historia de entonces) | Don Matías           |
| 2001 | Iñaki Miramón         | You're the One (una historia de entonces) | Orfeo                |
| 2002 | Emilio Gutiérrez Caba | El cielo abierto                          | David                |
| 2002 | Antonio Dechent       | Intacto                                   | Alejandro            |
| 2002 | Gael García Bernal    | Sin noticias de Dios                      | Davenport            |
| 2002 | Eduard Fernández      | Son de mar                                | Sierra               |
| 2003 | Luis Tosar            | Los lunes al sol                          | José Suárez          |
| 2003 | José Coronado         | La caja 507                               | Rafael Mazas         |
| 2003 | Carlos Hipólito       | Historia de un beso                       | Julio                |
| 2003 | Alberto San Juan      | El otro lado de la cama                   | Rafa                 |
| 2004 | Eduard Fernández      | En la ciudad                              | Mario                |
| 2004 | José Luis Gómez       | La luz prodigiosa                         | Silvio               |
| 2004 | Joan Dalmau           | Soldados de Salamina                      | Miralles             |
| 2004 | Juan Diego            | Torremolinos 73                           | Don Carlos           |
| 2005 | Celso Bugallo         | Mar adentro                               | José                 |
| 2005 | Juan Diego            | El séptimo día                            | Antonio              |
| 2005 | Unax Ugalde           | Héctor                                    | Gorilo               |
| 2005 | Luis Varela           | Crimen ferpecto                           | Don Antonio Fraguas  |
| 2006 | Carmelo Gómez         | El método                                 | Julio                |
| 2006 | Javier Cámara         | A Vida Secreta das Palavras               | Simon                |
| 2006 | Enrique Villén        | Ninette                                   | Armando              |
| 2006 | Fernando Guillén      | Otros días vendrán                        | Lucas                |
| 2007 | Antonio de la Torre   | AzulOscuroCasiNegro                       | Antonio              |
| 2007 | Juan Diego Botto      | Vete de mí                                | Guillermo            |
| 2007 | Juan Echanove         | Alatriste                                 | Francisco de Quevedo |
| 2007 | Leonardo Sbaraglia    | Salvador (Puig Antich)                    | Jesús Irurre         |
| 2008 | José Manuel Cervino   | Las 13 rosas                              | Jacinto              |
| 2008 | Julián Villagrán      | Bajo las estrellas                        | Lalo                 |
| 2008 | Emilio Gutiérrez Caba | La torre de Suso                          | Tino                 |
| 2008 | Carlos Larrañaga      | Luz de domingo                            | Atila                |
| 2008 | Raúl Arévalo          | Siete mesas de billar francés             | Fele                 |
| 2009 | Jordi Dauder          | Camino                                    | Don Luis             |
| 2009 | Fernando Tejero       | Fuera de carta                            | Ramiro               |
| 2009 | José Ángel Egido      | Los girasoles ciegos                      | El Rector            |
| 2009 | José María Yazpik     | Solo quiero caminar                       | Félix                |

### Década de 2010
| Ano  | Vencedora e indicadas      | Filme                          | Personagem                  |
| ---- | -------------------------- | ------------------------------ | --------------------------- |
| 2010 | Raúl Arévalo               | Gordos                         | Álex                        |
| 2010 | Carlos Bardem              | Cela 211                       | Apache                      |
| 2010 | Antonio Resines            | Cela 211                       | Utrilla                     |
| 2010 | Ricardo Darín              | El baile de la Victoria        | Nicolás Vergara Grey        |
| 2011 | Karra Elejalde             | También la lluvia              | Antón/Colón                 |
| 2011 | Sergi López                | Pa negre                       | Alcalde                     |
| 2011 | Álex Angulo                | El gran Vázquez                | Peláez                      |
| 2011 | Eduard Fernández           | Biutiful                       | Tito                        |
| 2012 | Lluís Homar                | EVA                            | Max                         |
| 2012 | Juan Diego                 | 23-F: la película              | Alfonso Armada              |
| 2012 | Juanjo Artero              | No habrá paz para los malvados | Leiva                       |
| 2012 | Raúl Arévalo               | Primos                         | Julián                      |
| 2013 | Julián Villagrán           | Grupo 7                        | Joaquín                     |
| 2013 | Josep Maria Pou            | Blancanieves                   | Don Carlos / El Apoderado   |
| 2013 | Ewan McGregor              | O Impossível                   | Henry                       |
| 2013 | Antonio de la Torre        | Invasor                        | Diego                       |
| 2014 | Roberto Álamo              | La gran familia española       | Benjamín "Ben" Montero Sanz |
| 2014 | Antonio de la Torre        | La gran familia española       | Adán Montero Sanz           |
| 2014 | Juan Diego Botto           | Ismael                         | Luis                        |
| 2014 | Carlos Bardem              | Alacrán enamorado              | Carlomonte                  |
| 2015 | Karra Elejalde             | Ocho apellidos vascos          | Koldo                       |
| 2015 | Eduard Fernández           | El Niño                        | Sergio                      |
| 2015 | Antonio de la Torre        | La isla mínima                 | Rodrigo                     |
| 2015 | José Sacristán             | Magical Girl                   | Damián                      |
| 2016 | Javier Cámara              | Truman                         | Tomás                       |
| 2016 | Felipe García Vélez        | A cambio de nada               | Justo Caralimpia            |
| 2016 | Manolo Solo                | B, la película                 | Pablo Ruz                   |
| 2016 | Tim Robbins                | Un día perfecto                | Rodrigo                     |
| 2017 | Manolo Solo                | Tarde para la ira              | Santi "Triana"              |
| 2017 | Karra Elejalde             | 100 metros                     | Manolo                      |
| 2017 | Javier Gutiérrez           | El olivo                       | Alcachofa                   |
| 2017 | Javier Pereira             | Que Dios nos perdone           | Andrés Bosque               |
| 2018 | David Verdaguer            | Estiu 1993                     | Esteve                      |
| 2018 | José Mota                  | Abracadabra                    | Pepe                        |
| 2018 | Antonio de la Torre Martín | El autor                       | Juan                        |
| 2018 | Bill Nighy                 | The Bookshop                   | Edmund Brundish             |
| 2019 | Luis Zahera                | El reino                       | Luis Cabrera                |
| 2019 | Eduard Fernández           | Todos lo saben                 | Fernando                    |
| 2019 | Juan Margallo              | Campeones                      | Julio                       |
| 2019 | Antonio de la Torre Martín | La noche de 12 años            | José Mujica                 |

### Década de 2020
| Ano  | Vencedora e indicadas | Filme                   | Personagem         |
| ---- | --------------------- | ----------------------- | ------------------ |
| 2020 | Eduard Fernández      | Mientras dure la guerra | José Millán-Astray |
| 2020 | Asier Etxeandia       | Dor e Glória            | Alberto Crespo     |
| 2020 | Luis Callejo          | Intemperie              | Capataz            |
| 2020 | Leonardo Sbaraglia    | Dor e Glória            | Federico Delgado   |